# Kokoni
Kokoni  (grekiska Κοκονι) är en hundras från Grekland. Grekerna menar att denna allmänt förekommande sällskapshund är ättling till de taxliknande hundar som finns avbildad bland annat på antika vaser. Rasen är nationellt erkänd av den grekiska kennelklubben Kynologikos Omilos Ellados (KOE).